# Памятник Хансу Кристиану Андерсену (Малага)
Памятник Хансу Кристиану Андерсену в Малаге (исп. Estatua de Hans Christian Andersen) — бронзовый скульптурный памятник датскому писателю в столице андалусской провинции. Создан в 2005 году скульптором Хосе Мария Кордобой по поручению датского королевского дома и изображает Андерсена сидящим на скамье. Расположен на площади Марина в центре города. Андерсен побывал в Малаге в октябре 1862 года, о чём написал в своём «Путешествии по Испании», упомянув, что ни в одном другом городе Испании не чувствовал себя столь счастливым, как в Малаге.